# Doubles vies
Doubles vies (původně E-Book, anglický název: Non-Fiction) je francouzský hraný film. Natočil jej režisér Olivier Assayas podle vlastního scénáře. Přestože Assayas použil prvky komedie již v předchozích snímcích, Doubles vies je jeho první čistě komediální film. Po filmu Personal Shopper (2016), který byl natočen v anglickém jazyce, jde rovněž o návrat k jeho rodné francouzštině. Ve filmu hrají Juliette Binocheová, Guillaume Canet, Vincent Macaigne, Christa Theret a Pascal Gregory. Jeho příběh se odehrává v pařížském nakladatelském světě. Jeho premiéra proběhla 31. srpna 2018 na Benátském filmovém festivalu. Do francouzských kin byl následně uveden 16. ledna 2019.